# 永安州
永安州，明朝时设置的州。
成化十三年（1477年）置，治所在今广西壮族自治区蒙山县。属桂林府。辖境相当今蒙山县地。1914年改为蒙山县。